# 중앙동 (양산시)
중앙동(中央洞)은 대한민국 경상남도 양산시의 동이다. 면적은 11.91km2이고, 인구는 2011년 7월 1일을 기준으로 5,673세대 12,603명이다.

## 개요
1996년 3월 1일 양산군이 양산시로 승격되어 기존의 양산읍이 3개동(중앙,삼성,강서동)으로 분할되면서 중앙동이 탄생하였으며 양산시청이 소재하고 있을 뿐만 아니라 행정, 경제, 사회, 문화 등 모든 분야에서 중심지라하여 중앙동이라 하게 되었다. 2010년 중앙동은 급격한 도시발전과 인구증가로 인구 5만이 넘는 과대동으로 발전하여 적극적 행정능률 향상하고 다양한 행정정책을 통해 주민편의를 도모하고자 2010. 2.1 중앙동, 양주동으로 분동을 하게 되었다. 양산신도시 신시가지가 양주동, 물금읍에 새로 생겨나면서 중앙동(행정동부분: 북부동, 중부동)은 양산시의 구시가지가 되었다.

## 법정동
- 남부동(일부)
- 다방동
- 명곡동
- 북부동
- 중부동(일부)

## 교육
- 양산초등학교 (북부동)
- 양산중학교 (북부동)
- 양산고등학교 (북부동)
- 동원과학기술대학교 (명곡동)

## 주거

### 아파트
중부동
- 양산 지안스로가 - 2019년 11월 입주

명곡동
- 양산 유탑유블레스아파트
- 화승명곡아파트